# Marteau-pilon
Pour les articles homonymes, voir marteau et pilon.

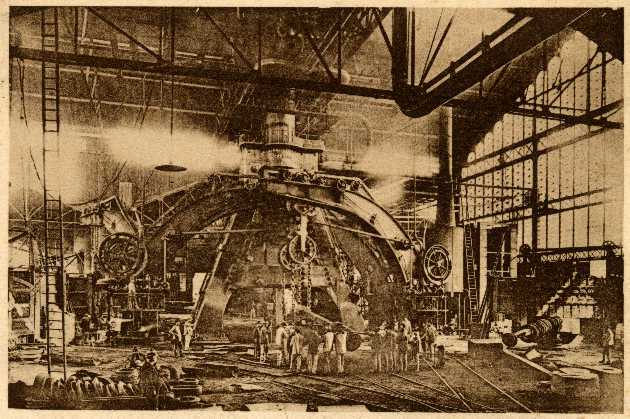
Le marteau-pilon du Creusot.

Le marteau-pilon à vapeur est une machine-outil de forge mise au point vers 1839 par François Bourdon et James Nasmyth. Il a fait faire un bond à l'industrie métallurgique alors en plein développement. Il reprend le principe du martinet utilisé en y ajoutant la force de la vapeur.

## Histoire
Le marteau-pilon est le fruit d'une longue évolution du mortier et pilon. La motorisation par l'énergie hydraulique est ancienne : le martinet est un pilon de forge, le bocard est le pilon de l'industrie minière, etc.
En Europe, un des premiers martinets est développé par les moines cisterciens de l'abbaye de Fontenay en 1220. Il permettait l’affinage de loupes de fer issues des bas fourneaux.

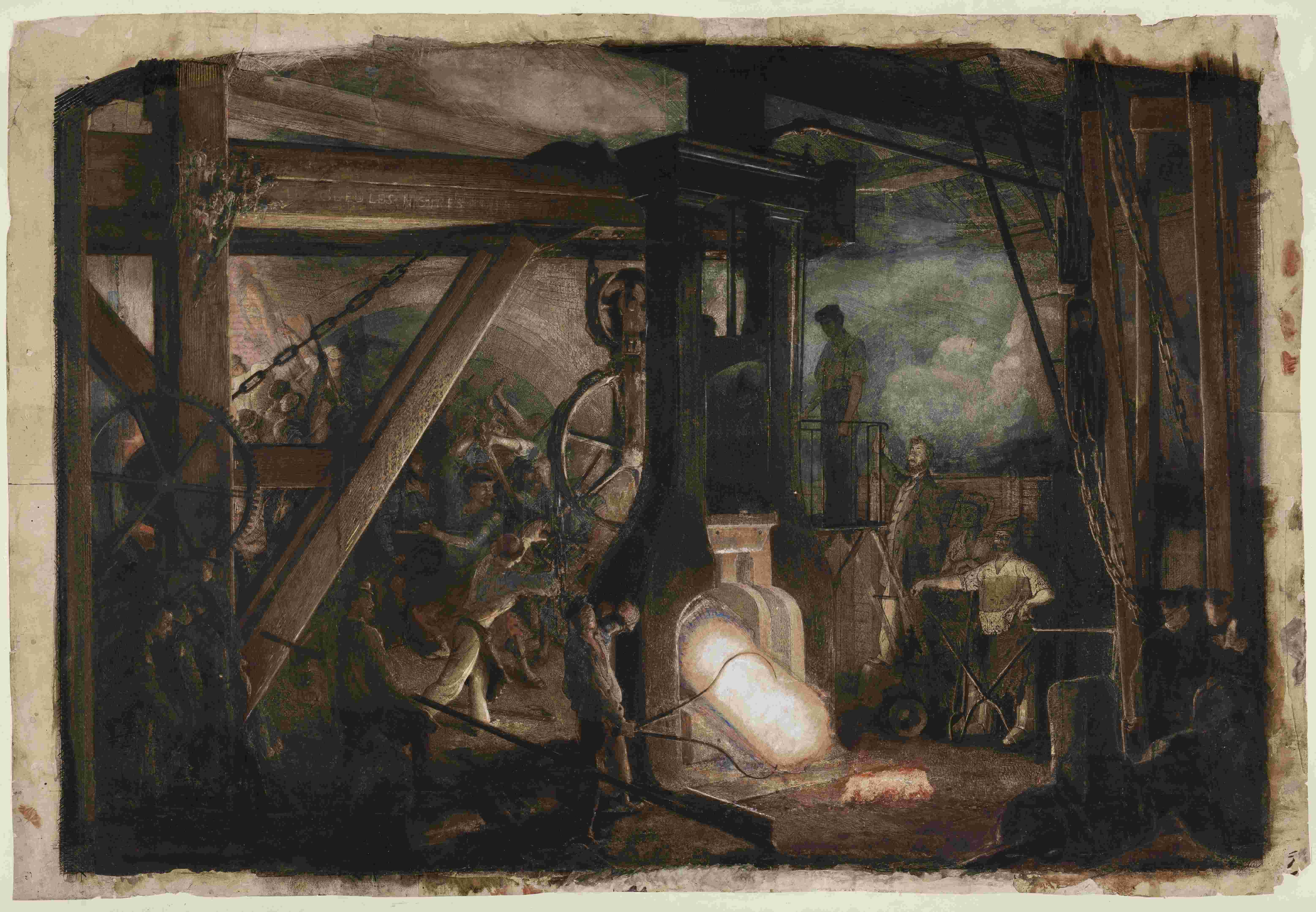
Ignace-François Bonhommé, "Les Geules noires, manœuvre du marteau-pilon" du Creusot, 1862, aquarelle conservée au Féru des Sciences - Jarville.

L'origine du marteau-pilon à vapeur fait l'objet de contestation, exposée en détail sur le site de l'Académie François Bourdon et sur le site de l'ASME.
Sans en reprendre tous les arguments, on peut dire :
- le principe avait déjà été exprimé par Watt en 1774 et un premier brevet sur un marteau actionné par la vapeur avait été déposé en 1806 par William Deverell ;
- de l'aveu même de Nasmyth dans ses mémoires, le premier pilon qui a fonctionné est celui construit par François Bourdon au Creusot dès 1841 et le brevet déposé à cette date est accordée en 1842. Sa masse tombante était de 2,5 t sur une hauteur de 2 m ;
- le croquis de Nasmyth qui aurait été présenté à François Bourdon, en 1840, est extrêmement sommaire. Nasmyth n'apporte aucune preuve à ses affirmations. Ses propres réalisations sont postérieures à celles de Bourdon.

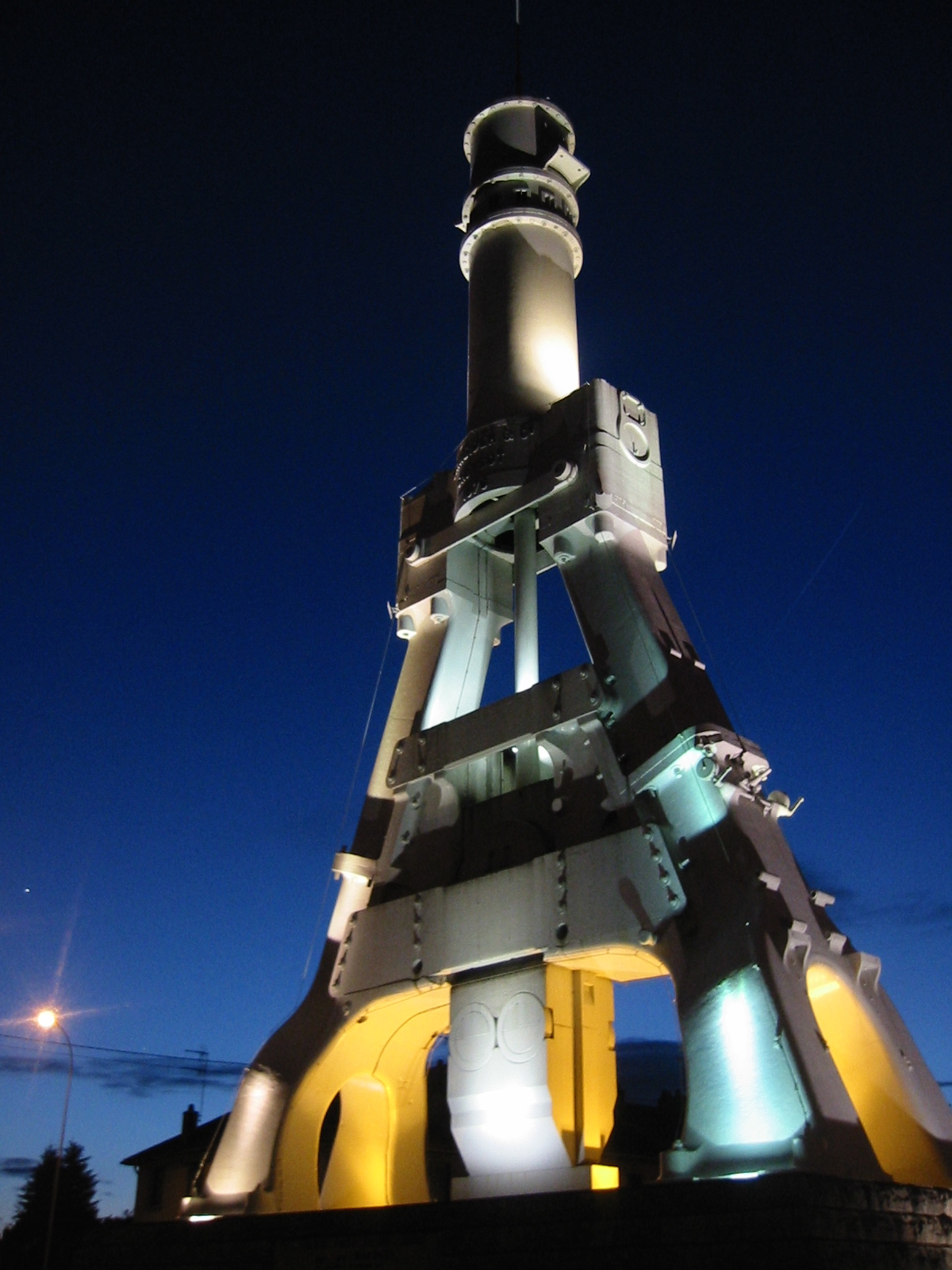
Le marteau-pilon du Creusot, emblème de la ville, éclairé en 2002.

Dès 1840 les usines Schneider et Cie au Creusot  fabriquent des marteaux-pilons de différentes puissances tant pour leurs ateliers que pour d'autres entreprises. Il y a alors une course à la puissance. En 1875, soit bien après le départ de François Bourdon et sa mort en 1865, il est construit un marteau-pilon de 80 t, porté peu après à 100 t.
Au début du XXe siècle, les marteaux-pilons géants deviennent obsolètes. En effet, les presses hydrauliques et mécaniques s'avèrent plus efficaces car elles permettent d'appliquer la force lentement et avec la même intensité tout au long du coup. Cela donne à la partie interne de la surface forgée une structure uniforme, pas toujours possible à obtenir avec un marteau-pilon car son action portant sur la surface externe, il lui arrive d’occasionner des défauts rédhibitoires à l'intérieur des grandes pièces. Ainsi, le marteau-pilon de Bethlehem Steel de 125 t a été démoli en 1902 alors que celui du Creusot est resté en service jusqu’en 1930.

## Fonctionnement
La force de la vapeur, agissant sur le piston, soulève le marteau par la tige. En laissant la vapeur s'échapper, l'ensemble du piston plus le marteau retombe et frappe la pièce avec une grande force. Le mouvement d'un marteau-pilon, même de cent tonnes, est très précis : un forgeron expérimenté pouvait fermer une bouteille avec un bouchon de liège sans la briser ou encore casser la coque d'une noix en laissant le fruit intact.

## Linguistique
La forte puissance du marteau-pilon a donné naissance à l'expression : « utiliser un marteau-pilon pour écraser une mouche ». 
Cette expression vise à pointer de manière péjorative l'emploi de moyens importants pour un objectif dérisoire ou qui, tout au moins, pourrait aisément être atteint sans avoir besoin d'un tel déploiement de force.